# SportWereld
SportWereld is een Vlaamse sportkrant, die tegenwoordig als dagelijkse katern deel uitmaakt van het populaire dagblad Het Nieuwsblad. Net als Het Nieuwsblad en De Standaard wordt SportWereld uitgegeven door Mediahuis (vroeger Corelio en de VUM).
SportWereld was een initiatief van Léon Van den Haute en werd mede opgericht in 1912 door onder anderen Karel Van Wijnendaele. In 1913 organiseerde Léon van den Haute voor de eerste maal de Ronde van Vlaanderen. Het was in die tijd normaal dat krantenuitgevers wielerwedstrijden organiseerden om hun uitgaven te promoten. In 1939 werd SportWereld overgenomen door Het Nieuwsblad.